# La vera storia dello sbarco in Normandia
(Winston Churchill,in Claude Bertin, La vera storia dello sbarco in Normandia)
La vera storia dello sbarco in Normandia  è un saggio storico di Claude Bertin.
L'autore ricostruisce le ragioni, gli eventi, le strategie che portarono allo sbarco delle forze alleate in Normandia, ricorrendo spesso alle memorie dei protagonisti, sia sul fronte anglo-americano che su quello tedesco. Segue l'incalzante cronaca delle ore dello sbarco preceduto dalle operazioni notturne dei paracadutisti.

## Trama
giugno 1944, il posto di ascolto radio del Servizio di informazioni della Quindicesima Armata tedesca capta i due brani successivi di una poesia di Verlaine che avvisano le forze della Resistenza francese dell'imminenza dello sbarco.
I Tedeschi nel corso del '43 avevano preso sempre più coscienza della minaccia dello sbarco, anche perché su altri teatri di operazione gli Alleati avevano dato prova di riuscirci, e si erano preparati fortificando l'intera costa occidentale dalla Danimarca alla Francia nell'ambizioso progetto del vallo Atlantico.
Erwin Rommel, comandante del gruppo d'Armate B ,fermamente convinto della necessità di impedire al nemico di porre piede sul territorio continentale, aveva moltiplicato gli ostacoli di ogni forma sulle spiagge; tutte le forze del settore occidentale non erano poste però agli ordini di un unico capo e la ragione profonda di questa organizzazione macchinosa e complicata è da ricercarsi nella ferma volontà di Hitler di voler dirigere tutto personalmente. 
Dall'altra parte del fronte,  l'Inghilterra aveva previsto uno sbarco sul continente sin dal 1940, all'epoca il progetto appariva ancora semplicemente folle contro un esercito tedesco all'apogeo della forza, ma non impossibile una volta ottenuto l'appoggio degli Stati Uniti.
L'operazione Overlord (nome in codice dello sbarco in Normandia) richiese il lavoro di migliaia di cervelli per metterne a punto tutti i dettagli e non meno in termini di uomini e mezzi per realizzarla.
Sir Bertram Ramsay fu nominato comandante in capo delle forze navali di spedizione con il compito di dirigere l'operazione Nettuno, parte marittima di Overlord, mentre il 12 febbraio 1944 Eisenhower venne nominato ufficialmente comandante supremo delle forze di spedizione alleate; si entrò  quindi nel vivo del progetto e il giorno X venne fissato per il 5 giugno. 
Le avverse condizioni meteorologiche indussero però a rinviare lo sbarco di un giorno che si svolse all'alba del 6 giugno su cinque spiagge, due di competenza americana: Utah e Omaha Beach, e tre di competenza inglese: Gold, Juno e Sword, preceduti da un imponente bombardamento per spianare la strada alle operazioni dei paracadutisti .
Al termine della giornata il prezzo di Overlord era stato di oltre 10000 uomini fuori combattimento, ma in cuor loro i comandanti delle forze alleate avevano temuto perdite più pesanti.

## Struttura
L'opera è suddivisa nei seguenti capitoli:
1. Il vallo Atlantico;
2. Dalla parte di Albione
3. Vigilia d'armi
4. 6 giugno. Operazioni aerotrasportate
5. Gli sbarchi

## Testi citati
- Memorie di guerra (Winston Churchill)
- Crociata in Europa (Eisenhower)
- Dalla Normandia la Baltico (Montgomery)
- Il giorno più lungo (saggio) (Cornelius Ryan)